# Loazzolo
Loazzolo là một đô thị ở tỉnh Asti vùng Piedmont thuộc Ý (Regione Piemonte), nằm ở vị trí cách khoảng 60 km về phía đông nam của Torino và khoảng 25 km về phía nam của Asti. Tại thời điểm ngày 31 tháng 12 năm 2004, đô thị này có dân số 356 người và diện tích là 15,5 km².
Loazzolo giáp các đô thị: Bubbio, Canelli, Cessole, Cossano Belbo, Monastero Bormida, Roccaverano và Santo Stefano Belbo.
Ở đây có rượu vang Loazzolo nổi tiếng sản xuất từ nho của địa phương.